# Lituània al Festival de la Cançó d'Eurovisió 2012
| Edició                 | 2012                |
| Televisió implicada    | Latvijas Televizija |
| Nom de la preselecció  | Per determinar      |
| Dates                  | Per determinar      |
| Format                 | Festival obert      |
| Presentadors           | Per determinar      |
| Nombre de participants | 47                  |

La televisió lituana opta un any més per organitzar una preselecció completament oberta per escollir el seu representant pel Festival de 2012.

## Organització
El període de recepció de propostes va comprendre des del dia 14 d'octubre de 2011 fins al 2 de gener de 2012. El format de la preselecció consta d'un nombre de semifinals encara per determinar, una final i una "superfinal" amb els tres artistes més votats de la final. Els resultats es decidiran per tele-vot i jurat al 50%, excepte en el cas de la "superfinal", on només el jurat decidirà el guanyador.

## Candidats
La Latvijas Televizija va anunciar el 5 de gener de 2012 els 47 candidats admessos per a la fase televisada:
- Donny Montell - Love is blind
- Monika - Happy
- The Independent - Baby
- Jurijus Veklenko - Tu ne viena
- Sati - Light is the one
- Neringa Siaudikyte - Run away
- Elvina Milkauskaite - Closer
- Vudis - Home
- Vaidotas Baumila - Trust and you'll find it
- Liepa - Viena
- Katazina - Euforija
- Laisva - Nutolk
- Bekeso Vilkai - Letter by letter
- Thundertale - Heroes, arise
- Vig roses - Come back home
- Gaudentas Janusas - Ilgesys
- Auguste Ziekute - The greatest
- Indre Malakauskaite - Be with me
- Valdas Maksvytis - Dar laiko yra
- Baiba Skurstene - Playback and repeat
- Donata Virbilaite - Superman
- Diana Jasilionyte - Dear someone
- Vytautas Matuzas - Take it back
- Martynas Beinaris - Bella donna
- Donatas Simkus-Dumas - Party all day
- Vaida Narkeviciute - Medieval love
- Greta Jorudaite - Show me what you got
- Simona Milinyte - One of a kind
- Chill out, have no doubt - Until the end
- Sweetsalt - My love
- Beissoul - Why
- Alive way - Amazed by you
- Laiptai - Asaru lietus
- Algirdas Bagdonavicius - Eldoradas
- Indigo - Sugrizk
- Greta Smidt - The one
- AC/LT - Get it up
- Kamile Kielaite - Try
- Sound's Engineers ft. Natalie - Blind
- Multiks - Star
- The Artrace - Fly LT
- Merlin - Wheel of time
- Laura J and Stiga - Fading in the mist
- LadyBell - Mano muzika
- Petras Budvytis - Dienos per trumpos
- Rute Cabrioli - Pegasus
- Grasvydas Sidiniauskas - Then I say yes